# Kampfgeschwader 26
Kampfgeschwader 26 (dobesedno slovensko: Bojni polk 26; kratica KG 26) je bil bombniški letalski polk (Geschwader) v sestavi nemške Luftwaffe med drugo svetovno vojno.

## Organizacija
- štab
- I. skupina
- II. skupina
- III. skupina

## Vodstvo polka
Poveljniki polka (Geschwaderkommodore)
- Generalmajor Hans Siburg: 1939
- Generalmajor Robert Fuchs: 29. september 1939
- Generalleutnant Alexander Holle: 15. oktober 1940
- Oberst Martin Harlinghausen: 6. januar 1942
- Oberst Karl Stockmann: december 1942
- Oberstleutnant Werner Klümper: marec 1943
- Oberstleutnant Wilhelm Stemmler: november 1944
- Oberstleutnant Georg Teske: februar 1945